# Karl von Birago

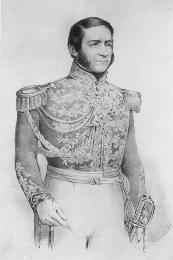
Karl Freiherr von Birago

Karl Freiherr von Birago (* 24. April 1792 zu Cascina d'Olmo bei Mailand; † 29. Dezember 1845) war ein österreichischer Militäringenieur und Erfinder des nach ihm benannten Brückensystems. 

## Leben
Er studierte in Pavia Mathematik, trat 1812 in die Militärschule zu Pavia ein und wurde 1816 an das militärisch-geographische Institut in Mailand kommandiert, wo er bis 1821 mit kartografischen Arbeiten befasst war. Von 1823 bis 1826 war er Mathematiklehrer an der Pionierschule in Mailand. 
1825 trat Birago mit einer von ihm erfundenen Kriegsbrücke hervor, welche 1828 eingeführt wurde. 1831 bis 1835 war er als Hauptmann beim Bau der Befestigungen von Linz tätig und erfand hier eine neue Lafettierung für die in den Türmen aufgestellten Haubitzen. Im Jahr 1835 leitete er die Befestigungen des Po-Überganges. Als Major trat er 1836 wieder in das Pionierkorps ein, für das er mehrere Reglements und Abhandlungen verfasste. 
Im Jahr 1839 baute er bei Brescello (dem Schauplatz von Don Camillo und Peppone) eine Militärbrücke über den Po, die alle Erwartungen übertraf. 1840 wurde nach seinen Ideen ein größerer Brückentrain angefertigt und die Manöver damit eingeübt. Im August wurde er Oberstleutnant. Fast alle europäischen Armeen sandten Offiziere nach Wien, um die neuen Brückeneinrichtungen kennenzulernen. Diese Brücken blieben viele Jahre Standard, so wurde die  Birago-Brücke in der Schweiz erst im Jahre 1937 außer Dienst gestellt.
Nach dem Entwurf des Studienplans für die neuerrichtete adelige lombardisch-venezianische Leibgarde wurde Birago 1840 Premierwachtmeister der Garde und 1841 ihr Oberst. Im Jahr 1844 wurde ihm das Brigadekommando der ein Jahr zuvor vereinigten Pionier- und Pontonierkorps übertragen und er selbst in den Freiherrenstand erhoben. 

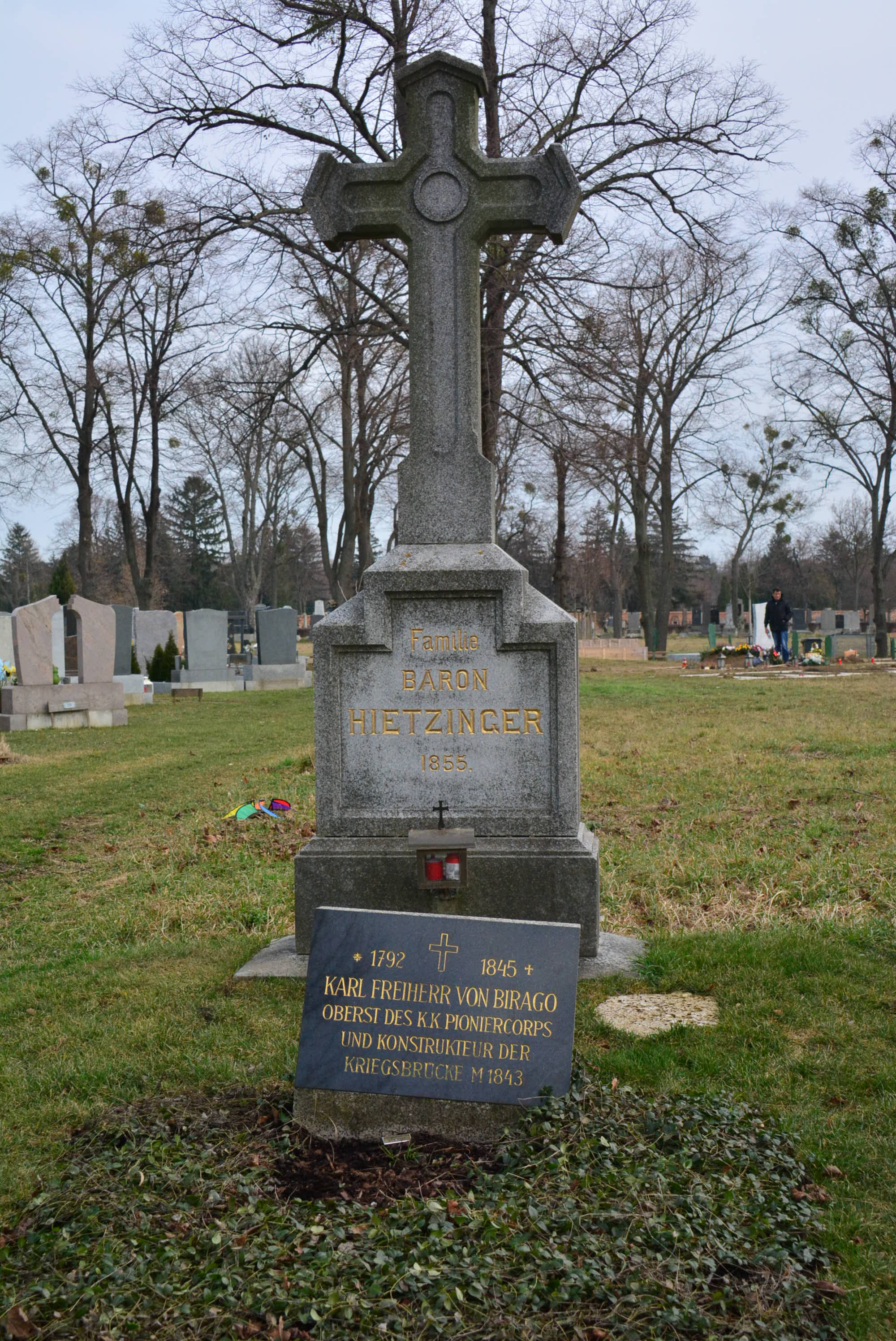
Grab von Karl von Birago auf dem Wiener Zentralfriedhof

Birago starb am 29. Dezember 1845. Sein Grab befand sich in Wien am Sankt Marxer Friedhof und wurde in ein ehrenhalber gewidmetes Grab auf den Wiener Zentralfriedhof (36-4-16) verlegt. 
Ihm zu Ehren wurde die Birago-Kaserne in Melk in Niederösterreich benannt.

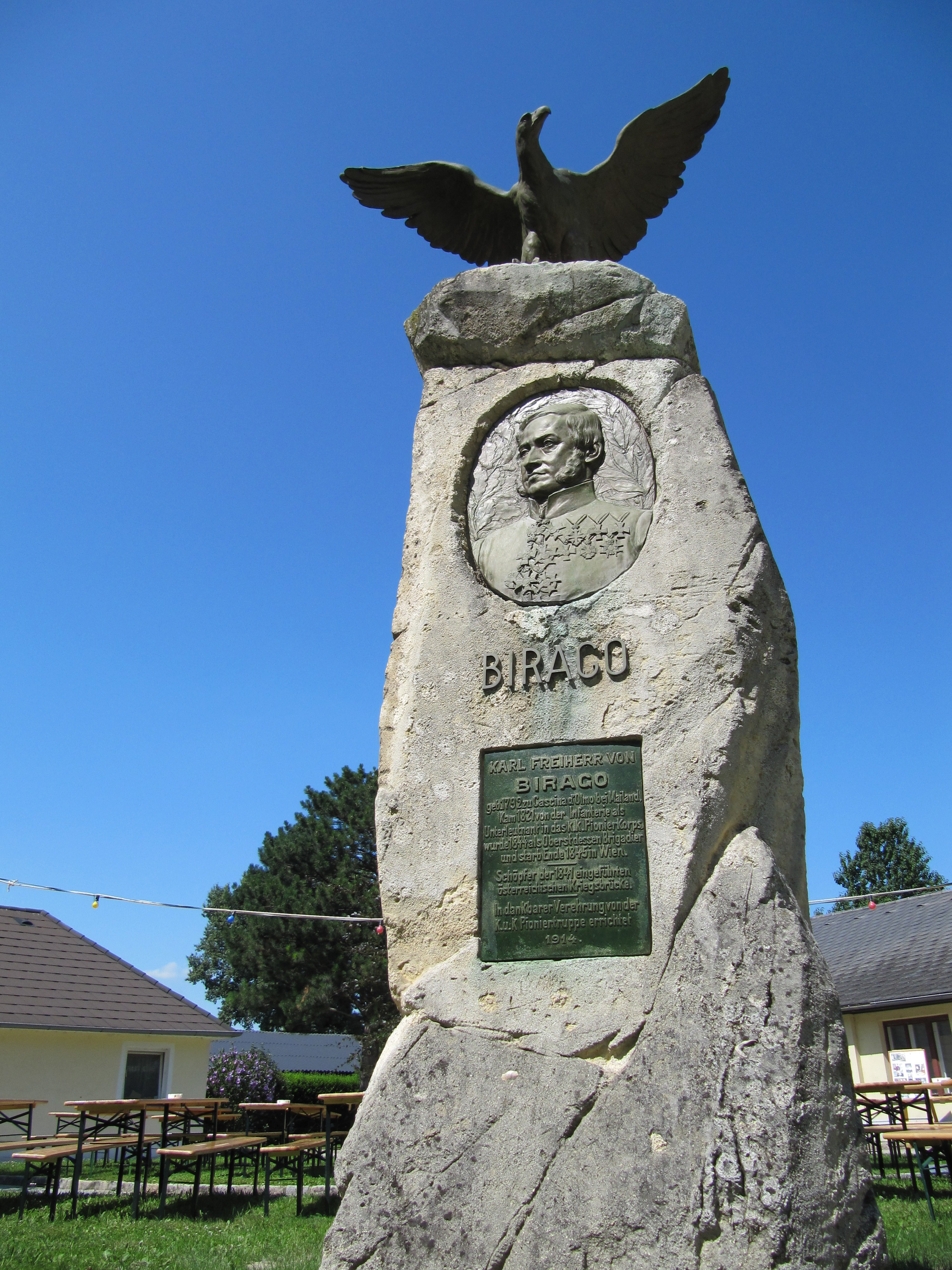
Der Gedenkstein an Karl Freiherr von Birago in der ehemaligen Magdeburg-Kaserne, Klosterneuburg

## Familie
Seine Eltern waren der Gutsbesitzer Giacomo Antonio Birago und dessen Ehefrau Margherita Bosone. Er heiratete im Jahr 1844 Karoline von Hietzinger (1818–1881). Seine Frau war die Tochter des Reichsrats Karl Freiherr von Hietzinger und dessen Ehefrau Josefine Edlen von Engel. Die Ehe blieb kinderlos.